# Jaffueliobryum wrightii
Jaffueliobryum wrightii är en bladmossart som beskrevs av Thériot 1928. Jaffueliobryum wrightii ingår i släktet Jaffueliobryum och familjen Grimmiaceae. Inga underarter finns listade i Catalogue of Life.